# Polystichum jiulaodongense
Polystichum jiulaodongense là một loài thực vật có mạch trong họ Dryopteridaceae. Loài này được W.M. Chu & Z.R. He mô tả khoa học đầu tiên năm 2001.